# Terrence Parker
Terrence Parker ist ein US-amerikanischer Disco-/Funky-House-DJ und Musikproduzent aus Detroit.
Neben seinem wirklichen Namen verwendete er eine Vielzahl von Pseudonymen für seine Produktionen, darunter Seven Grand Housing Authority, 2 Sweat Doctors, Disco Revisited, Fishtail, Jovan Blade, Lake Mead Drive, The Lost Articles, Madd Phlavor, Minimum Wage Brothers, Plastic Soul Junkies, Polartronics, Prolific, Telephone, Tia's Daddy. Bekannt wurde er auch, weil er statt eines Kopfhörers einen umgebauten Telefonhörer beim Mixen nutzt. Dies brachte ihm den Spitznamen The Telephone Man ein.

## Leben
Parker wurde von Gospel geprägt, später auch vom frühen Detroit Techno. Nachdem Parker sich in der Clubszene von Detroit einen Namen als Hip-Hop-DJ gemacht hatte, wandte er sich Ende der 1980er Jahre verstärkt dem House zu. Seine Produktionen erschienen bei Labels wie 430 West Records und K7.
1993 veröffentlichte er seinen ersten Track unter dem Pseudonym Seven Grand Housing Authority. The Question entwickelte sich vor allem in Europa zu einem Clubhit und Parker erhielt in Großbritannien einen Vertrag beim Plattenlabel 6 × 6, einem Sublabel von Sony Music. Nach der kommerziellen Veröffentlichung stieg die Single im Oktober 1993 in die britischen Charts ein. Im gleichen Jahr folgte der Clubhit I Wanna Go Higher.
Nach der Trennung von Sony Music veröffentlichte Parker nur mehr für das Label Intangible Records. Sein Clubhit Love's Got Me High verhalf diesem Label zu weltweitem Renommee. Nach verschiedenen anderen Produktionen erschien 1997 das Debütalbum von Seven Grand Housing Authority, das Parker im Berliner Studio K7 produzierte.
Seit 2007 veröffentlicht er überwiegend auf seinem eigenen Label Parker MusicWorks.

## Diskografie (Auswahl)

### Alben
- 1996: Terrence Parker – Tragedies Of A Plastic Soul Junkie (Studio !K7)
- 1997: Terrence Parker – Detroit After Dark (Studio !K7)
- 1997: Seven Grand Housing Authority – No Weapon Formed Against Me Shall Prosper (Ausfahrt)
- 1999: Terrence Parker – Strong Songs Album (Chisel)
- 2010: Terrence Parker feat. Coco Street feat. Roller8 – World Turning (Parker MusicWorks)

### EPs & Singles
- 1992: Terrence Parker – TP1 (430 West)
- 1992: Terrence Parker and The D.J.B. – Call My Name (The Remixes) (430 West)
- 1992: Terrence Parker – Hold On (Trance Fusion)
- 1992: Terrence Parker & Claude Young – The 4 Play E.P. (Dow Records)
- 1993: Seven Grand Housing Authority – The Question (Made In Detroit Mixes) (Simply Soul)
- 1993: Seven Grand Housing Authority – I Wanna Go Higher (Serious Grooves)
- 1993: Seven Grand Housing Authority – Soul Beats (Simply Soul)
- 1994: Seven Grand Housing Authority – Jessica (It Feels Alright) (Serious Grooves)
- 1993: Terrence Parker – I Wanna Get 'Cha (Trance Fusion)
- 1994: Terrence Parker – Disco Disciple EP (6 × 6 Records)
- 1995: Seven Grand Housing Authority – Love's Got Me High (Intangible Records & Soundworks)
- 1996: Terrence Parker – Pure Disco (Studio !K7)
- 1997: Terrence Parker – Detroit After Dark EP (Studio !K7)
- 2001: Terrence Parker – The Real Right EP (Metamorphic Recordings)
- 2002: Terrence Parker – Nothing Will Separate Me From The Love Of God (Real Right Recordings)
- 2005: TP featuring Bishop Edmund Griffin, SR. – I'm Happy (Original Mixes) (Chiba City)
- 2005: Terrence Parker feat. Coco Street – Let God Arise (Chosen Few Records)
- 2006: Terrence Parker featuring Darnell Kendricks – Yours Truly (Superb Entertainment Records)
- 2008: Terrence Parker – The Lost Classics EP (Parker MusicWorks)
- 2011: Terrence Parker – Beautiful Life (Transit Records Kyoto)